# Koningsvaren
De koningsvaren (Osmunda regalis) is een varen uit de koningsvarenfamilie (Osmundaceae). Hij komt voor in Europa, Midden-Azië, Afrika en Noord- en Zuid-Amerika. In Nederland is hij vrij algemeen en in Vlaanderen vrij zeldzaam. De soort wordt ook wel als sierplant gehouden.
De soortaanduiding regalis is afkomstig van het Latijnse adjectief 'regalis' (koninklijk). Voor een verklaring voor de geslachtsnaam Osmunda, zie de geslachtsbeschrijving. 

## Kenmerken
De plant heeft dubbelgeveerde bladeren die groeien vanuit een wortelstok. Ze zijn licht- of geelgroen. De hoogte varieert gewoonlijk van 0,6-1,20 meter, maar beschaduwd en in goede grond kunnen de bladeren bijna drie meter groot worden. In het centrum staan de vruchtbare bladeren, de buitenste zijn onvruchtbaar. De plant kan tot honderd jaar oud worden.
De sporenhoopjes (sora) zitten bovenaan de vruchtbare bladeren aan smalle deelblaadjes, die een soort pluim vormen. De sporenhoopjes bestaan uit sporangiën, waarin de sporen gevormd worden. Ze worden later bruin. De sporen zijn rijp in juli of augustus.

## Groeiplaatsen
De koningsvaren is een plant die groeit in arme, zure en natte zand- en veengebieden in of langs de rand van loofbos, aan oevers of op open plaatsen. Hij kan kan plaatselijk in grotere aantallen voorkomen.

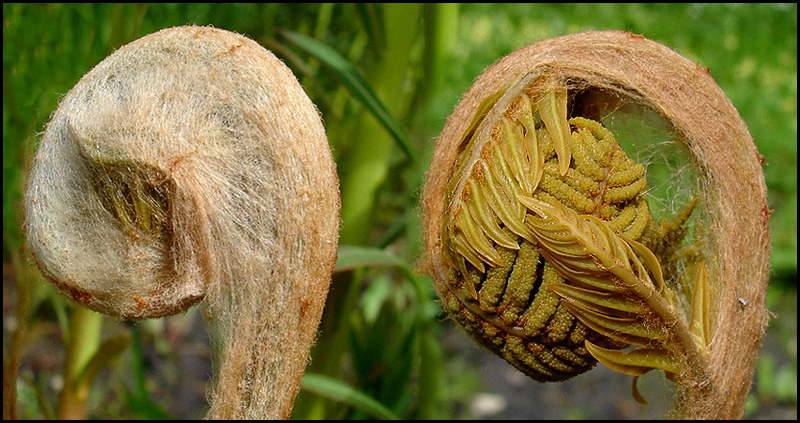
Zich ontplooiende bladkrullen
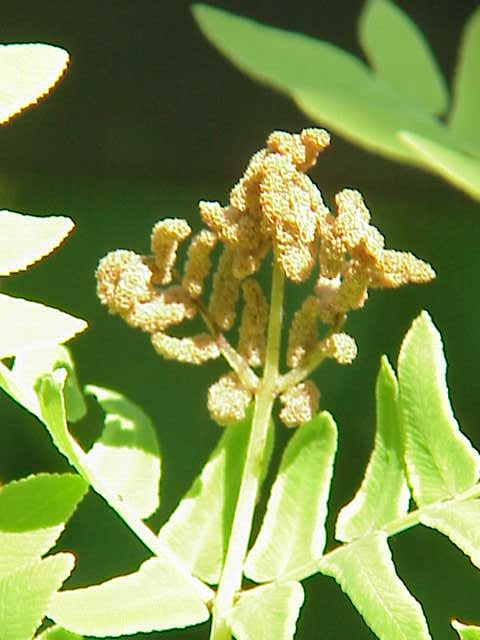
Jonge sporofyl
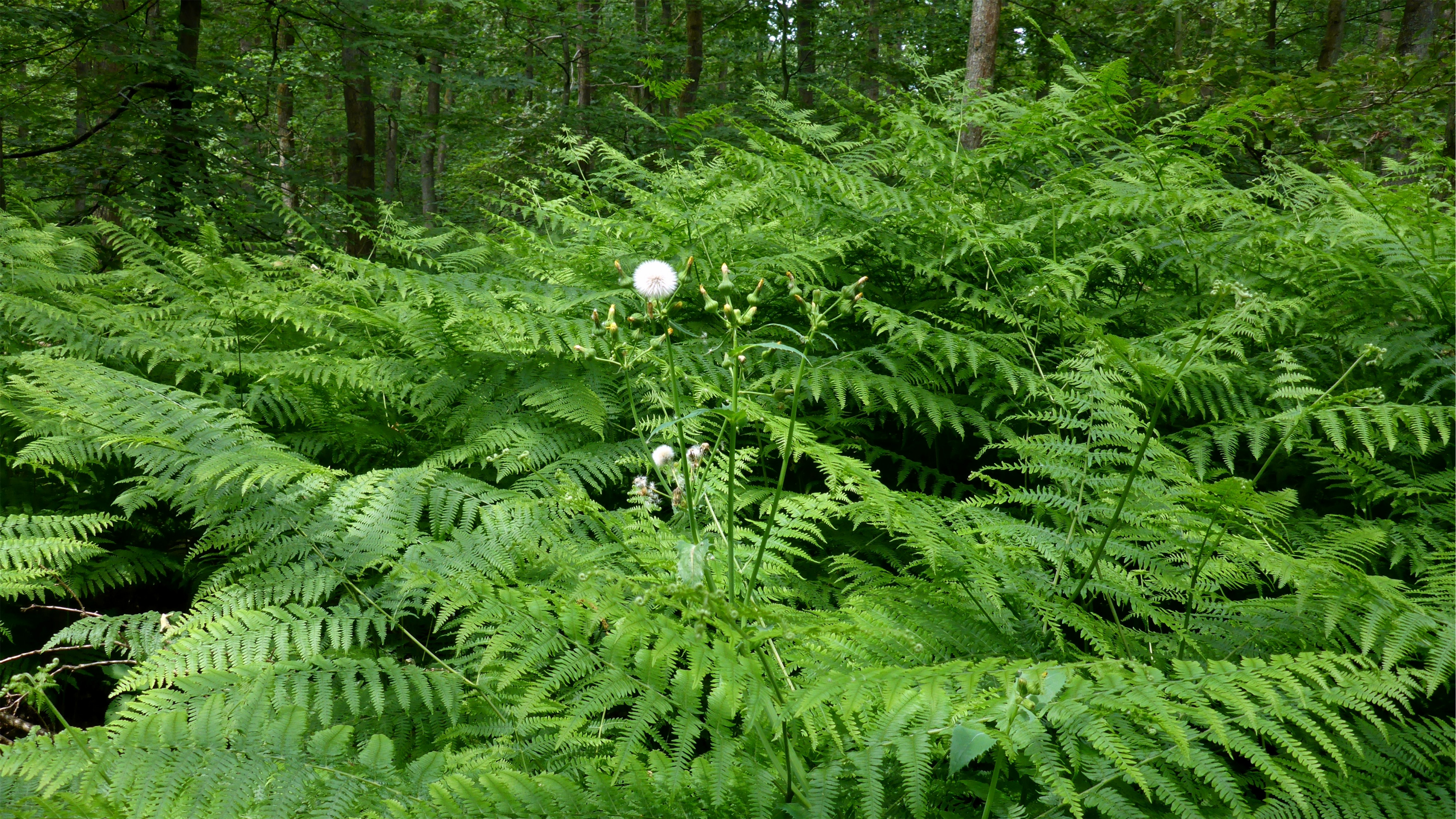
Bodem bedekkende planten
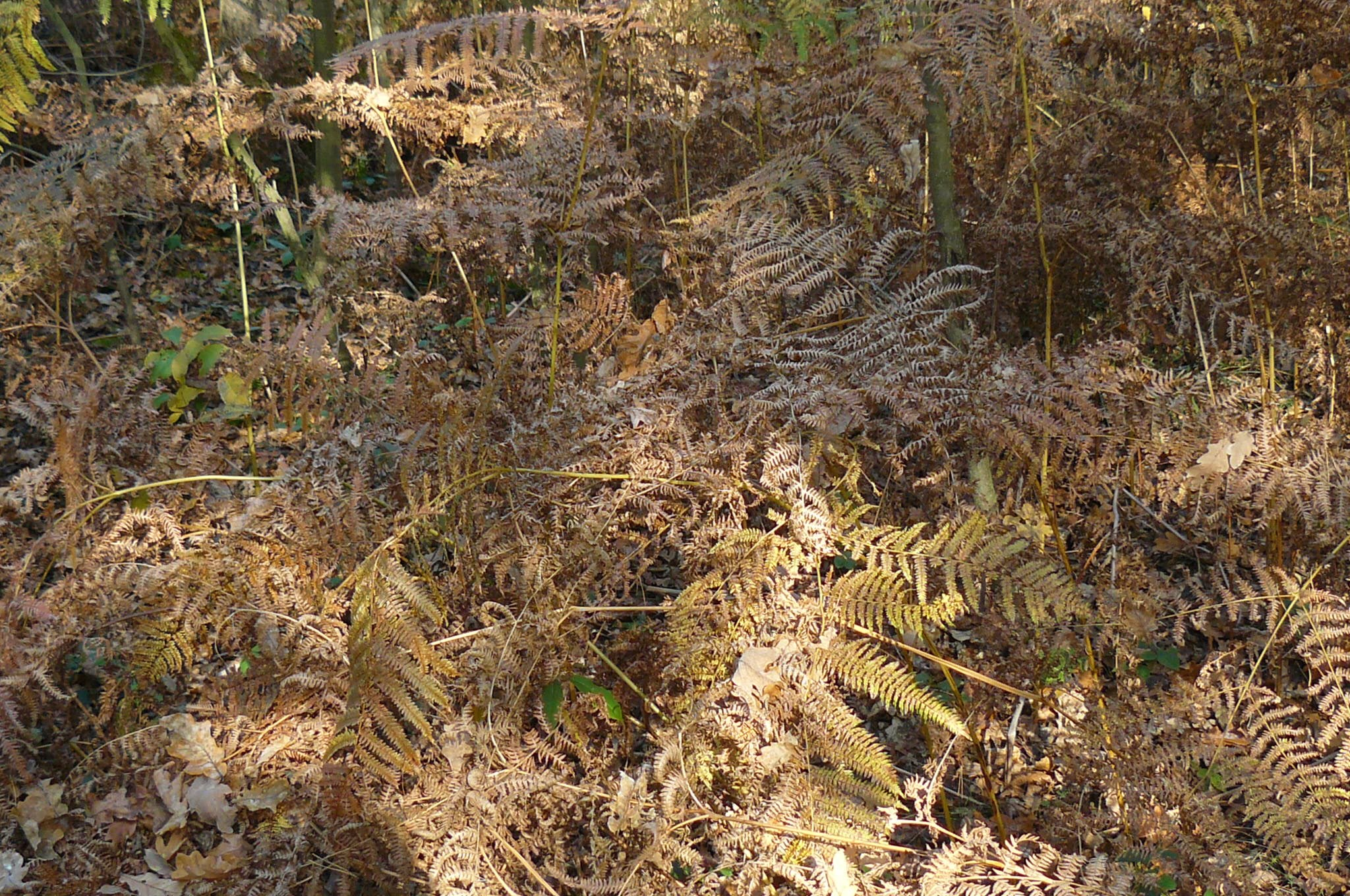
Dood blad

## Variëteiten
Er worden van de koningsvaren drie of vier variëteiten onderscheiden:
- Osmunda regalis var. regalis L.. Europa, Afrika, Zuidwest-Azië. De steriele bladeren worden tot 160 cm lang.
- Osmunda regalis var. panigrahiana R.D.Dixit. Zuid-Azië, India.
- Osmunda regalis var. brasiliensis (Hook. & Grev.) Pic. Serm.. Tropische delen van Midden- en Zuid-Amerika; wordt dikwijls beschouwd als synoniem van var. spectabilis.
- Osmunda regalis var. spectabilis (Willdenow) A.Gray. Oostelijk Noord-Amerika. De steriele bladeren worden tot 100 cm lang.